# Muchówka (województwo małopolskie)
Muchówka – wieś w Polsce położona w województwie małopolskim, w powiecie bocheńskim, w gminie Nowy Wiśnicz.
W latach 1975–1998 miejscowość administracyjnie należała do województwa tarnowskiego.

## Położenie
Muchówka położona jest na obszarze Pogórza Wiśnickiego. Leży w odległości 12,3 km od Bochni, na skrzyżowaniu drogi wojewódzkiej nr 965 z Bochni do Limanowej z drogą nr 966 z Wieliczki do Tymowej. Krajobraz jest typowy dla pogórza – wzniesienia o łagodnych zboczach i przeważnie zalesionych partiach szczytowych, poprzecinane parowami potoków. Muchówka znajduje się na wysokim grzbiecie górującym nad dolinami sąsiednich wsi. Przez wieś przebiega dział wodny. Potoki spływające w kierunku wschodnim wpadają do Uszwicy w dorzeczu Wisły, natomiast potoki spływające w kierunku południowym i zachodnim są dopływami Potoku Saneckiego i Polanki w dorzeczu Raby.

## Zabytki
Obiekty wpisane do rejestru zabytków nieruchomych województwa małopolskiego.
- kościół parafialny pw. Najświętszego Serca Pana Jezusa z lat 1934–1942,
  - kapliczka słupowa na cmentarzu kościelnym z 1907 r.,
  - cmentarz kościelny,
  - ogrodzenie,
- cmentarz wojenny nr 308 z I wojny światowej.

## Przyroda i turystyka
Dzięki wysokiemu położeniu Muchówki (wzniesienia osiągają wysokość do 422 m n.p.m.) i górowaniu ponad sąsiednimi na południe miejscowościami, z wielu odkrytych miejsc na terenie wsi widoczna jest panorama szczytów Beskidu Wyspowego i Tatry. Między Muchówką a Rajbrotem znajduje się porośnięty lasem ciąg wzniesień Pogórza Wiśnickiego. Największe z nich to Paprocka (Paprotna). W lesie tym są liczne skałki piaskowcowe. Największe z nich to grupy skał Kamienie Brodzińskiego (pomnik przyrody) i Nowa Muchówka. Duże walory krajobrazowe i przyrodnicze okolicy zdecydowały o włączeniu terenów wsi w Obszar Chronionego Krajobrazu Pogórza Wiśnickiego.
Wschodnim obrzeżem wsi przebiega niebieski szlak turystyczny z Bochni przez Nowy Wiśnicz, Rezerwat przyrody Kamień-Grzyb, Paprotną, Rajbrot, Łopusze, górę Kamionną i rezerwat przyrody Kamionna oraz Pasierbiecką Górę do Tymbarku.